# زهایتس گوروتسگا
زهایتس گوروتسگا (انگلیسی: Zuhaitz Gurrutxaga؛ زادهٔ ۲۳ نوامبر ۱۹۸۰) بازیکن فوتبال اهل اسپانیا است.
از باشگاه‌هایی که در آن بازی کرده‌است می‌توان به باشگاه فوتبال رایو وایکانو، باشگاه فوتبال زامورا، و باشگاه فوتبال رئال سوسیداد اشاره کرد.
وی همچنین در تیم‌های ملی فوتبال زیر ۱۶ سال اسپانیا، زیر ۱۷ سال اسپانیا، و زیر ۲۱ سال اسپانیا بازی کرده‌است.